# Iddefjord-Granit

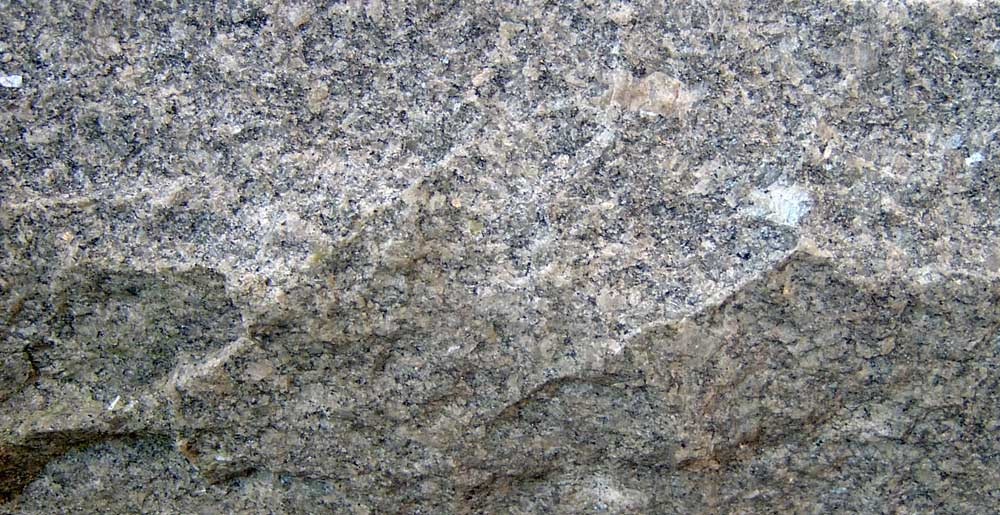
Iddefjord-Granit mit spaltrauer Oberfläche

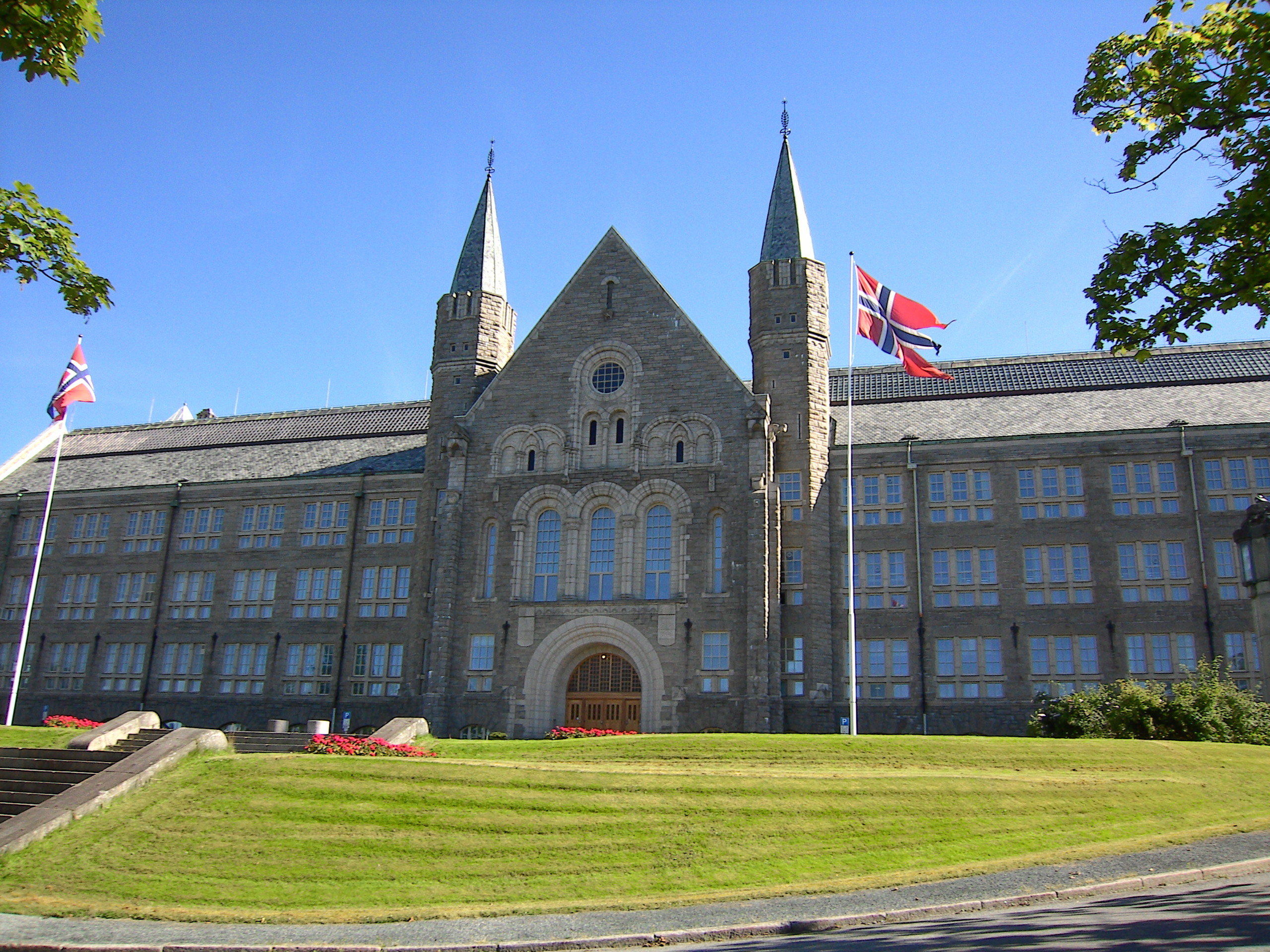
Hauptgebäude der NTNU Trondheim aus Iddefjord-Granit

Der Iddefjord-Granit (norwegisch: Iddefjordsgranitt, Østfoldgranitt oder Haldengranitt) wird am Iddefjord bei Halden in der Provinz Østfold in Norwegen gewonnen. Es handelte sich dabei um einen sogenannten Fylkesstein der ehemaligen Provinz Østfold, eine Gesteinsbezeichnung, die nur für ein typisches und bedeutendes Gestein der jeweiligen norwegischen Provinz vergeben wird. Er entstand vor etwa 920 Millionen Jahren im Präkambrium.

## Entstehung und Gesteinsbeschreibung
Das Gestein entstand nicht in einem großen Pluton, sondern kieselsäurehaltiges Magma drang in Klüfte und Schwächezonen des Baltischen Schildes ein, erstarrte neben Metamorphiten in Spalten und Gängen, die wenige Dezimeter bis zu etwa 100 Meter breit waren. Das Vorkommen bildet den nördlichen Teil des in schwedischen Bohus-Vorkommens, das sich von Lysekil im Süden bis in den Norden Haldens erstreckt.
Iddefjord-Granit ist ein hellgrauer, mittel- bis feinkörniger Granit. Er besteht aus Quarz, Kalifeldspat, Plagioklas und Biotit.
Erste Steinbrüche wurde bereits in den 1840er Jahren angelegt und es entwickelten sich zahlreiche weitere Abbaustellen und eine Steinindustrie entstand, die die größte in Norwegen vor etwa 100 Jahren bildete. Mit dem Beginn des Ersten Weltkriegs ging die Nachfrage nach Naturstein ganz allgemein zurück und insbesondere für diesen Granit. Sie erreichte nie mehr das dortige Vorkriegsniveau.
Die Produktion von Steinblöcken und Pflastersteinen sank in den 1950/1960er Jahren ab. Heute sind lediglich zwei Steinbrüche im Betrieb.

## Verwendung
Dieser Granit wird vor allem im Bauwesen verwendet, sowohl als Pflasterstein, Bordstein, für Treppen, Fassaden, Fliesen und Bildhauerarbeiten. Eine Besonderheit dieses Gesteins ist es, dass er sich in allen Richtungen leicht spalten lässt.
Der Bildhauer Gustav Vigeland verwendete den Iddefjordgranit im Vigeland-Skulpturenpark und schuf aus diesem Naturstein den 17 Meter hohen Monolithen im Park. Das Hauptgebäude der Norwegischen Technischen Hochschule, jetzt die Technisch-Naturwissenschaftliche Universität Norwegens, wurde 1910 mit dem Iddefjord-Granit erbaut.

## Fotogalerie

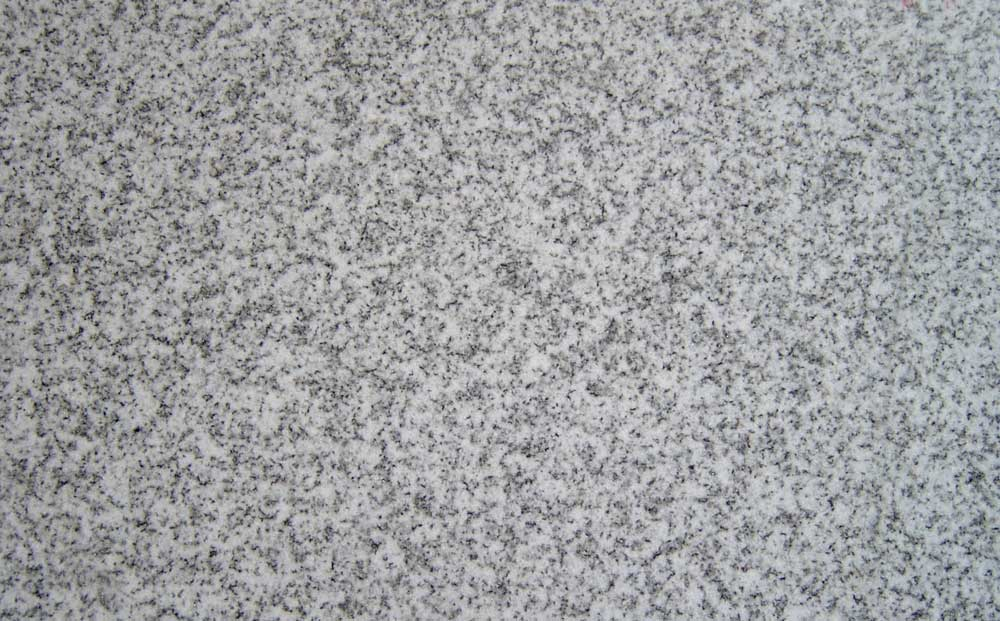
Iddefjordgranit
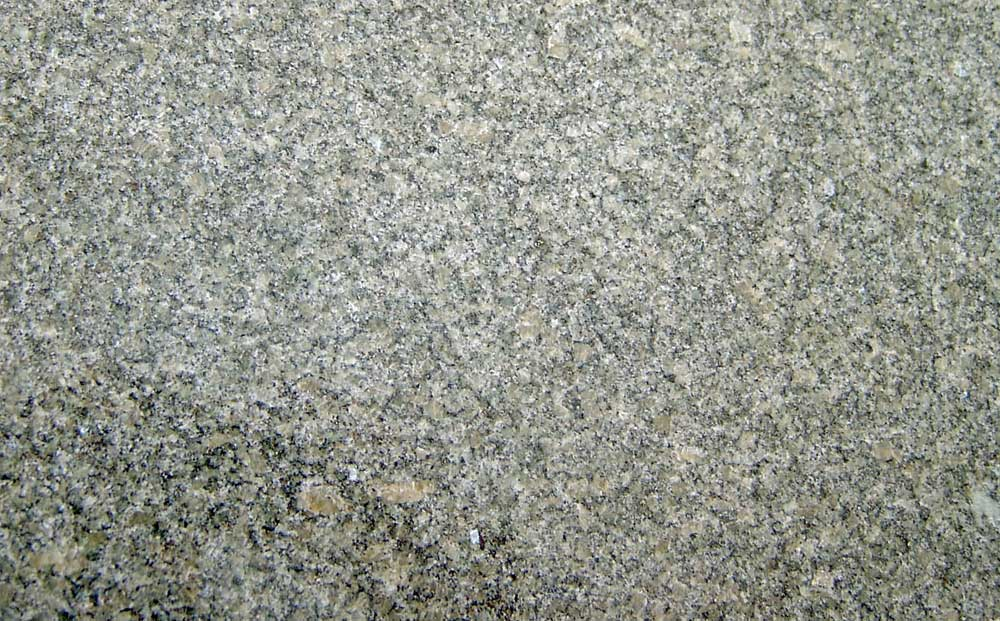
Iddefjordgranit mit polierter Oberfläche
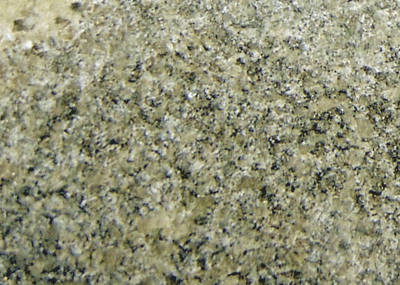
Iddefjordgranit mit polierter Oberfläche